# Franjo Gregurić
Franjo Gregurić (ur. 12 października 1939 w Loborze) – chorwacki polityk i inżynier, działacz Chorwackiej Wspólnoty Demokratycznej, w latach 1991–1992 premier rządu jedności narodowej.

## Życiorys
Urodził się w rodzinie kowala. W 1956 ukończył szkołę techniczną w Zlatarze, po czym podjął pracę w przedsiębiorstwie „Radonja” w Sisaku. Dzięki otrzymanemu stypendium podjął i ukończył studia na wydziale technologicznym Uniwersytetu w Zagrzebiu. Powrócił do pracy w swojej kompanii, obejmując w wieku 25 lat stanowisko dyrektorskie. Na macierzystej uczelni uzyskiwał następnie magisterium oraz doktorat. Przeszedł później do pracy w przedsiębiorstwie „Chromos” w Zagrzebiu, w 1981 został przewodniczącym izby handlowej w Zagrzebiu. Był działaczem Związku Komunistów Chorwacji, trzykrotnie pozbawiano go członkostwa w partii komunistycznej. Został następnie jednym z dyrektorów „Astry”, chorwackiego przedsiębiorstwa państwowego z branży handlowej i eksportowej. Od 1989 kierował jego biurem w Moskwie.
W okresie przemian politycznych dołączył do powstałej Chorwackiej Wspólnoty Demokratycznej Franja Tuđmana. Po wybuchu wojny w Chorwacji „Astrę” wykorzystano do importu broni dla chorwackiego wojska. W listopadzie 1990 został wicepremierem w rządzie Josipa Manolicia. 17 lipca 1991 został powołany na urząd premiera, który sprawował do 12 sierpnia 1992.
Kiedy obejmował urząd, Chorwacja znajdowała się w trudnej sytuacji politycznej z powodu nieuznawania przez społeczność międzynarodową jej niepodległości oraz trwającej wojny domowej w Jugosławii. Kilka miesięcy później wobec niepowodzeń w walkach z Serbami rozszerzono skład gabinetu o przedstawicieli wszystkich partii politycznych zasiadających w parlamencie z wyjątkiem nacjonalistycznej Chorwackiej Partii Prawa. Przebudowany gabinet przyjął nazwę rządu jedności narodowej. Rząd doprowadził do uznania suwerenności Chorwacji, co nastąpiło 15 stycznia 1992. Po ograniczeniu działań wojennych zaczęły się tarcia polityczne między poszczególnymi partiami koalicyjnymi. W lutym 1992 rząd zaproponował autonomię dla zamieszkujących chorwackie pogranicze Serbów w zamian za ich uznanie niezależności Chorwacji i zaprzestanie tendencji separatystycznych. Sprzeciwił się temu minister Dražen Budiša z Chorwackiej Partii Socjalliberalnej, w konsekwencji kolejne ugrupowania stopniowo opuszczały koalicję.
Franjo Gregurić powrócił do „Astry”, obejmując kierownictwo zależnej spółki. W latach 1992–2000 z ramienia HDZ sprawował mandat posła do Zgromadzenia Chorwackiego. Od 1993 do 1995 był dyrektorem generalnym koncernu paliwowego INA, następnie do 1999 pełnił funkcję wiceprzewodniczącego rady nadzorczej. Był również jednym z doradców prezydenta Franja Tuđmana.
Żonaty z Jozefiną, z którą ma córkę Sanję i syna Borisa. Jego córka Sanja w latach 1994–2007 była żoną Zlatka Matešy.

## Odznaczenia
- Wielki Order Króla Petara Krešimira IV (1995)[5]
- Order Ante Starčevicia (1998)[6]